# 집결호
《집결호》(중국어: 集結號(번역 : 집결 소리), 영어: ASSEMBLY(공식 영어 제목))는 2007년 제작된 중국의 영화이다. 중국 출신의 펑샤오강 감독이 국공 내전과 한국 전쟁을 소재로 한 양진위안의 단편 소설 『소송』(官司)를 원작으로 하여 영화로 제작했다. 타이완의 금마장, 홍콩 영화 금상장, 중국의 금계백화장 등 다수의 영화제에서 많은 상을 수상했다.
대한민국에서는 2007년 제12회 부산국제영화제 개막작으로 상영되었고, ㈜성원아이컴에서 수입하여 이듬해인 2008년 3월 6일에 극장 개봉하였다. 강제규 감독의 《태극기 휘날리며》의 특수효과팀이 이 영화의 제작에 참여하여 화제가 되기도 했다.

## 배역
- 장한위 : 구쯔더 역
- 덩차오 : 자오얼더우 역
- 위안원캉 : 왕진춘 역
- 탕옌 : 쑨구이친 역
- 필 존스 : 미군 대위 역
- 리천 : 류 비서 역

### 특별출연
- 후쥔 : 류저수이 (139단 단장) 역
- 런촨 : 9연대 지도원

## 스탭
- 감독 : 펑샤오강
- 원작 : 양진위안 - 《소송》(官司)
- 제작 : 펑샤오강, 장징, 왕중쥔, 쉬펑러, 류옌어
- 기획 : 천궈푸, 왕중레이
- 각색 : 류헝
- 촬영 : 위웨
- 음악 : 왕리광
- 편집 : 류먀오먀오
- 음향 : 왕단룽, 김석원
- 미술 : 자오징, 장춘허
- 특수효과 : 필 존스, 정도안, 신재호
- 무술 감독 : 박주천

## 기타
- 영화 내용 중 1951년 한국 전쟁에 참전한 주인공 구쯔더(장한위)가 중국 인민지원군으로 참전해 강원도 횡성군에서 우리 국군으로 위장해 미군과 싸우는 장면이 삽입됐다.[1]

## 수상 기록
- 제29회 중국 백화장 최우수작품상, 감독상(펑샤오강), 남우주연상(장한위), 남우조연상(덩차오) 수상
- 제27 회 중국 금계장 최우수작품상, 감독상(펑샤오강), 촬영상(위웨), 음악상(왕리광) 수상
- 제45회 금마장 남우주연상(장한위), 각색상(류헝) 수상
- 제28회 홍콩 금상장 영화제최우수아시아영화상 수상

## 해외 수출

### 대한민국
- 제목 : 집결호
- 개봉 : 2008년 3월 6일
- 관람등급 : 12세 이상 관람가
- 러닝타임 : 125분
- 수입 : ㈜성원아이컴
- 배급 : ㈜시네마서비스
- 저작권 보호 대행 : 다운로더, SPA, 법무법인 화우
- 홈페이지 : https://web.archive.org/web/20081224022707/http://www.assembly2008.com/

### 타이완
- 개봉 : 2008년 8월 1일

### 일본
- 개봉 : 2009년 1월 17일